# 丸山顕志
丸山 顕志（まるやま けんじ、1965年8月21日 - ）は、宮崎県宮崎市出身の日本の柔道家。現役時代は65kg級の選手。身長169cm。得意技は丸山スペシャルと呼ばれていた変形の袖釣込腰。長男の丸山剛毅は2011年の世界ジュニア81kg級チャンピオン。次男の丸山城志郎は2019年に世界選手権66 kg級で優勝した。

## 柔道家として
長崎で生まれるがその後宮崎に移り、5歳の時に後に井上康生を輩出することになる｢静充館柔道場｣で柔道を始めた。
宮崎中学から国士舘高校に進み、3年の時には金鷲旗で2位となった。国士舘大学2年の時には新人体重別で優勝。3年の時には正力杯と正力国際の決勝で、長年のライバルとなる東海大学の大熊政彦をそれぞれ下して優勝を果たした。中学校教諭一種免許および高等学校教諭一種免許を取得。
1988年に大学を卒業してダイコロ所属となると、実業個人で優勝を飾った。1989年には体重別で日本体育大学教員の山本洋祐を判定で破り優勝したが、世界選手権代表には選出されなかった。1991年には講道館杯決勝で大熊に有効で勝つものの体重別決勝では判定で敗れ、またも世界選手権代表には選ばれなかった。その後、アジア選手権で優勝すると、翌1992年にはフランス国際、ブルガリア国際、講道館杯と立て続けに優勝。体重別では準決勝で東海大学の中村行成に判定で敗れて3位にとどまったものの、世界2位である大熊も準決勝で敗れたこともあり、国際大会での勢いを買われてバルセロナオリンピック代表に選ばれた。しかし、バルセロナオリンピックでは準々決勝でキューバのイスラエル・エルナンデスに効果で敗れ、敗者復活戦でもベルギーのフィリップ・ラーツに合技で敗れて7位に終わった。続く嘉納杯では決勝で大熊を有効で破って優勝を飾った。1999年には福岡県に｢泰山学舎｣という柔道場も開設した。泰山学舎の「泰山」の名称は、国士舘大学時代の恩師である小山泰文の名前から「泰山」二文字を引用し、「学舎」は 講道学舎の柔道スタイルへの尊敬の意味を込めて使わせて採用したとされる。2024年現在も泰山学舎で柔道の指導を続けており、息子も同道場に所属する。

## 引退後
元プロ野球選手の金子勝美と出会い、その人間性に感化されたことがきっかけで現役を引退して、ビジネスの世界に足を踏み入れることになった。1996年には｢丸山スペシャル｣という会社を設立した。2012年には｢ノヴァーレ・ジャパン｣社長に就任した。2015年｢ノヴァーレ・ジャパン｣は資本金6000万円で福岡県福岡市中央区に化粧品や健康食品の製造・卸売を行う企業として法人登記されている。

### 4千万円詐取容疑
なお、千葉県在住の女性に暗号資産の取引を巡って詐欺行為を働き、現金を搾取したとして2024年2月29日に逮捕された。
五輪出場の経歴を示して信頼させた上で、全国で少なくとも30人以上から購入費名目で数億円を集め、返金しないなどトラブルになっていたとみられる。3月19日に詐欺罪で千葉地検から起訴された。2025年3月に丸山は千葉地裁で懲役4年の実刑判決を受けた。2018年7月に千葉県在住だった女性に仮想通貨「OneCoin（ワンコイン）」の共同購入を持ち掛け現金4000万円を詐取したとして、詐欺罪に問われていた。

## 戦績
| 1983年0 | 金鷲旗                  | 2位  |
| 1985年  | 新人体重別              | 優勝 |
| 1986年  | 正力国際                | 3位  |
| 1986年  | 講道館杯                | 3位  |
| 1986年  | 正力杯                  | 優勝 |
| 1987年  | 正力国際                | 優勝 |
| 1987年  | 講道館杯                | 3位  |
| 1987年  | 体重別                  | 3位  |
| 1987年  | 環太平洋柔道選手権大会  | 3位  |
| 1988年  | 実業個人                | 優勝 |
| 1989年  | 講道館杯                | 3位  |
| 1989年  | 体重別                  | 優勝 |
| 1990年  | 講道館杯                | 2位  |
| 1990年  | 体重別                  | 3位  |
| 1990年  | 実業個人                | 優勝 |
| 1990年  | 嘉納杯                  | 3位  |
| 1991年  | 講道館杯                | 優勝 |
| 1991年  | 体重別                  | 2位  |
| 1991年  | アジア選手権            | 優勝 |
| 1992年  | フランス国際            | 優勝 |
| 1992年  | ブルガリア国際          | 優勝 |
| 1992年  | 講道館杯                | 優勝 |
| 1992年  | 体重別                  | 3位  |
| 1992年  | バルセロナオリンピック0 | 7位  |
| 1992年  | 嘉納杯                  | 優勝 |
| 1993年  | 講道館杯                | 2位  |
| 1994年  | 実業個人                | 優勝 |